# Palazzo Bocca
Palazzo Bocca è un edificio storico di Pisa, situato in borgo Stretto.

## Storia
La famiglia Bocca possedeva già dal 1428 due caseggiati adiacenti sulla via di Borgo (borgo Stretto), separati da un vicolo.
Dalle informazioni contenute in un contratto di affitto registrato dal notaio Maria Giovanni Simone di Giovanni Mazzuoli, risulta che alcune stanze presso le case dei Bocca tra via Mercanti e borgo Stretto furono prese in affitto dal maestro di musica Vincenzo Galilei, padre di Galileo, nel 1563.
Alla fine del XVI secolo, in seguito al motu proprio del granduca Ferdinando I de' Medici del 1593, la magistratura dei Consoli del Mare iniziò un'opera di rinnovamento della città, in particolare dell'area del borgo, interessando anche la proprietà dei Bocca. Queste vennero fatte ristrutturare nel 1595 da Giuseppe Bocca, professore di diritto canonico e vicario generale dell'arcidiocesi: le travi in legno furono sostituite con volte a crociera e vennero realizzati nuovi colonnati in muratura. Non è conosciuto il nome dell'architetto, ma è stata ipotizzata la sua identificazione con Raffaello di Pagno.

## Descrizione
Il palazzo rappresenta uno degli esempi più riusciti di questo rinnovamento, anche grazie ai privilegi che la famiglia, giuspatrona della chiesa di San Lorenzo a Campo, godeva presso la corte medicea. Delle primitive case medievali rimangono due colonne con capitelli a foglie d'acanto e tre pilastri ottagonali con capitelli a foglie d'acqua, utilizzati nel portico del piano terra.
La facciata è caratterizzata da un'epigrafe marmorea che ricorda la ristrutturazione del 1595, sormontata dallo stemma della famiglia ereditiera Della Seta e, più in alto, dal busto del granduca Ferdinando I de' Medici; di lato, si trova lo stemma della famiglia Bocca. In angolo con via Mercanti, si trova la lapide con stemma in memoria di Vincenzo Galilei.